# トッズ

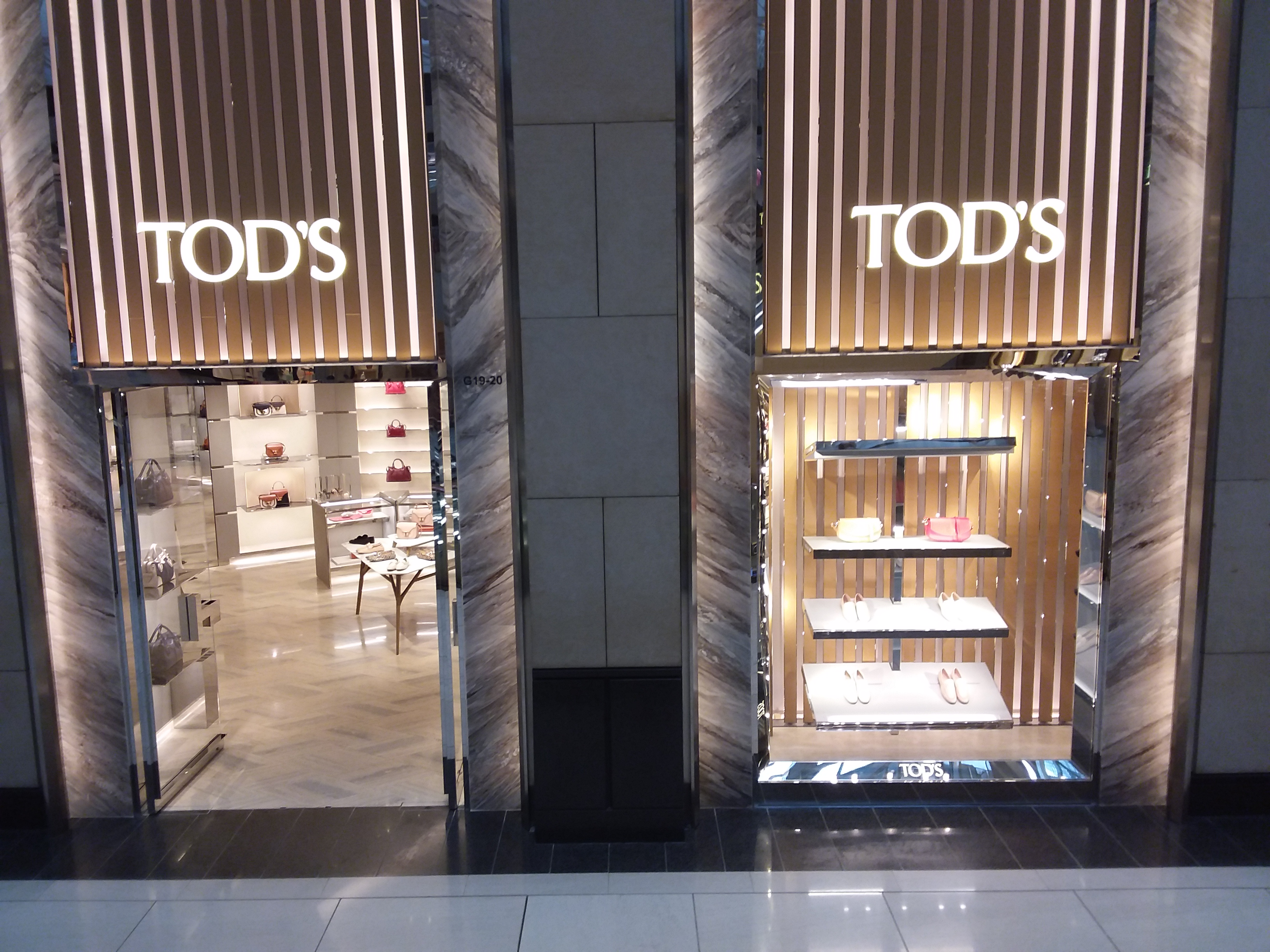
香港のショップ

トッズ（Tod's）は、イタリアの靴、バッグ製造会社。

## 概要
1920年代に設立され、1980年代以降、積極的な海外展開を始めることで世界的な人気ブランドとなる。1979年に発表された革の間にゴムの滑り止めを埋め込んだドライビングシューズ「Pebbled sole」や、同じモチーフを使った女性用バッグなどが人気である。
現在、セリエAの「フィオレンティーナ」のオーナーとしても有名なディエゴ・デッラ・ヴァッレが会長を務める。
2010年には、イタリア・ローマの代表的観光地である円形闘技場「コロッセオ」の風化保護のため、修復費3300万ドル（約27億5000万円）を負担することを発表した。
2014年春夏シーズンから、クリエイティブディレクターにアレッサンドラ・ファキネッティを迎え、アパレル商品、コスチュームジュエリーなどの展開も強化してミラノコレクションに出展している。
日本国内では、2019年、LINE@公式アカウントを開設。ブランド初の試みとなる日本独自の情報発信を開始した。

## 兄弟ブランド
トッズ・グループの兄弟ブランドとして「ホーガン」（Hogan）、「ロジェ・ヴィヴィエ」（Roger Vivier）などのブランドがあり、同じく人気を博している。